# ロティサリー

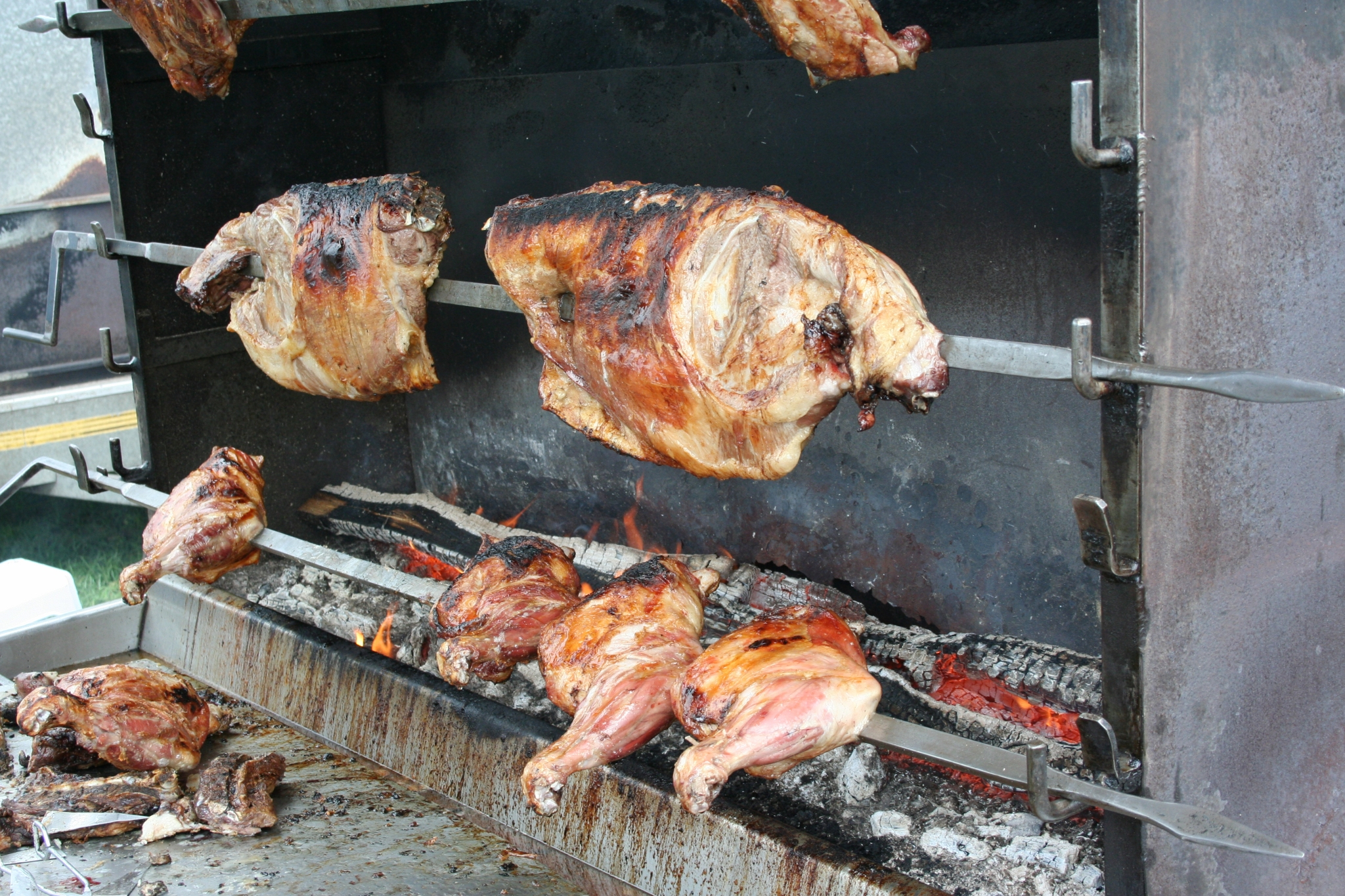
ラム肉のロティサリー

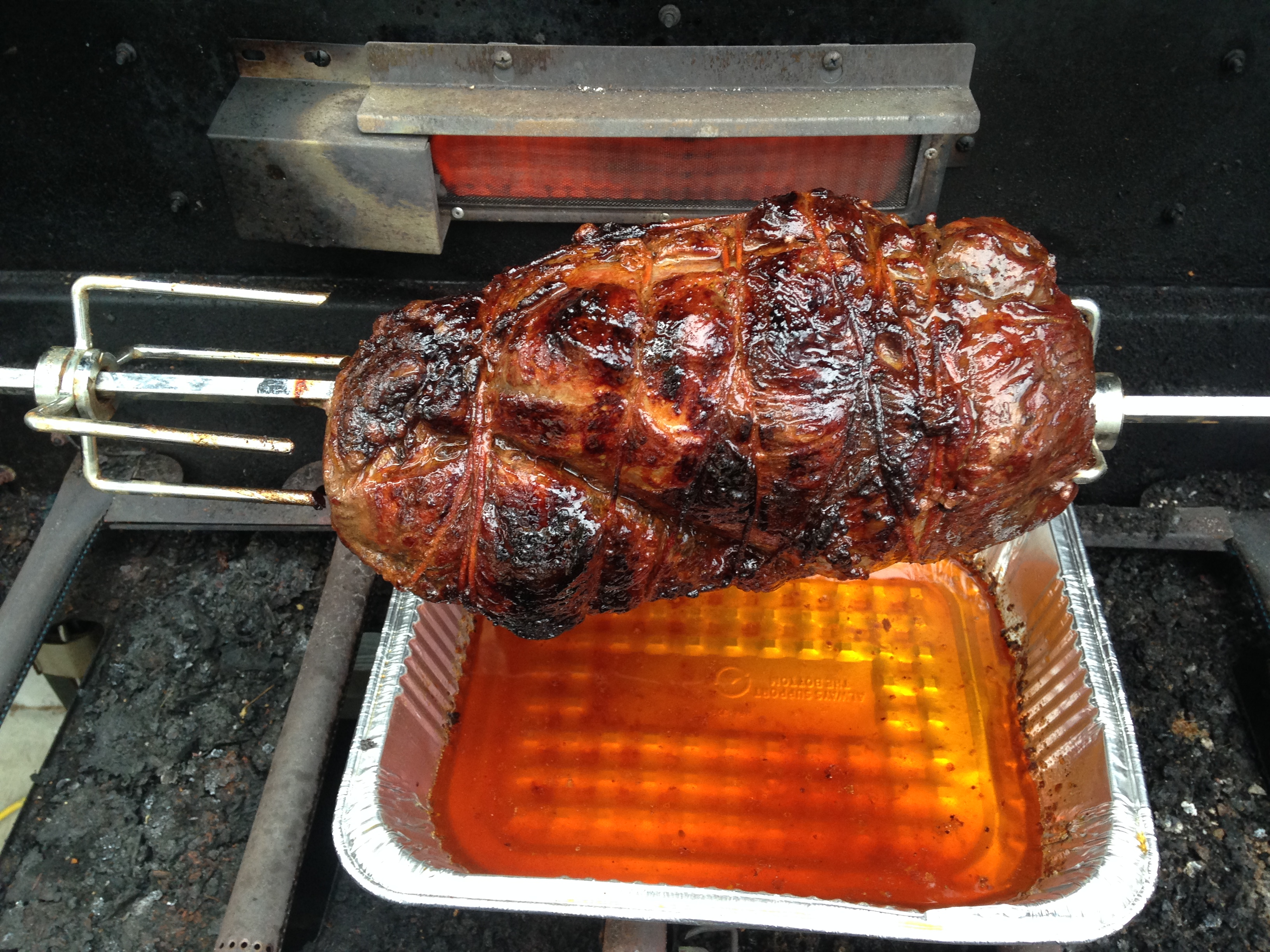
サーロインのロティサリー

ロティサリー（英: Rotisserie）は、肉の塊などを回転させながら焼く調理器具の名称、または調理方法の名称。
Y字型の棒を2本立て支柱とする。支柱の間に炭などの熱源を置き、2本の支柱の間に肉の塊などを刺した棒を水平に渡すと簡易的なロティサリーとなる。
特定の方向から熱を加えるオーブンと違って、肉の塊を回転させながら加熱するため塊の全面が加熱されることで、焼きムラができにくく、柔らかくジューシーに仕上がるのが特徴である。
民生品としても一般的であるが、日本では2017年にパナソニックが初の日本製品を販売したことで注目が高まっている。

## 代表的なロティサリー料理

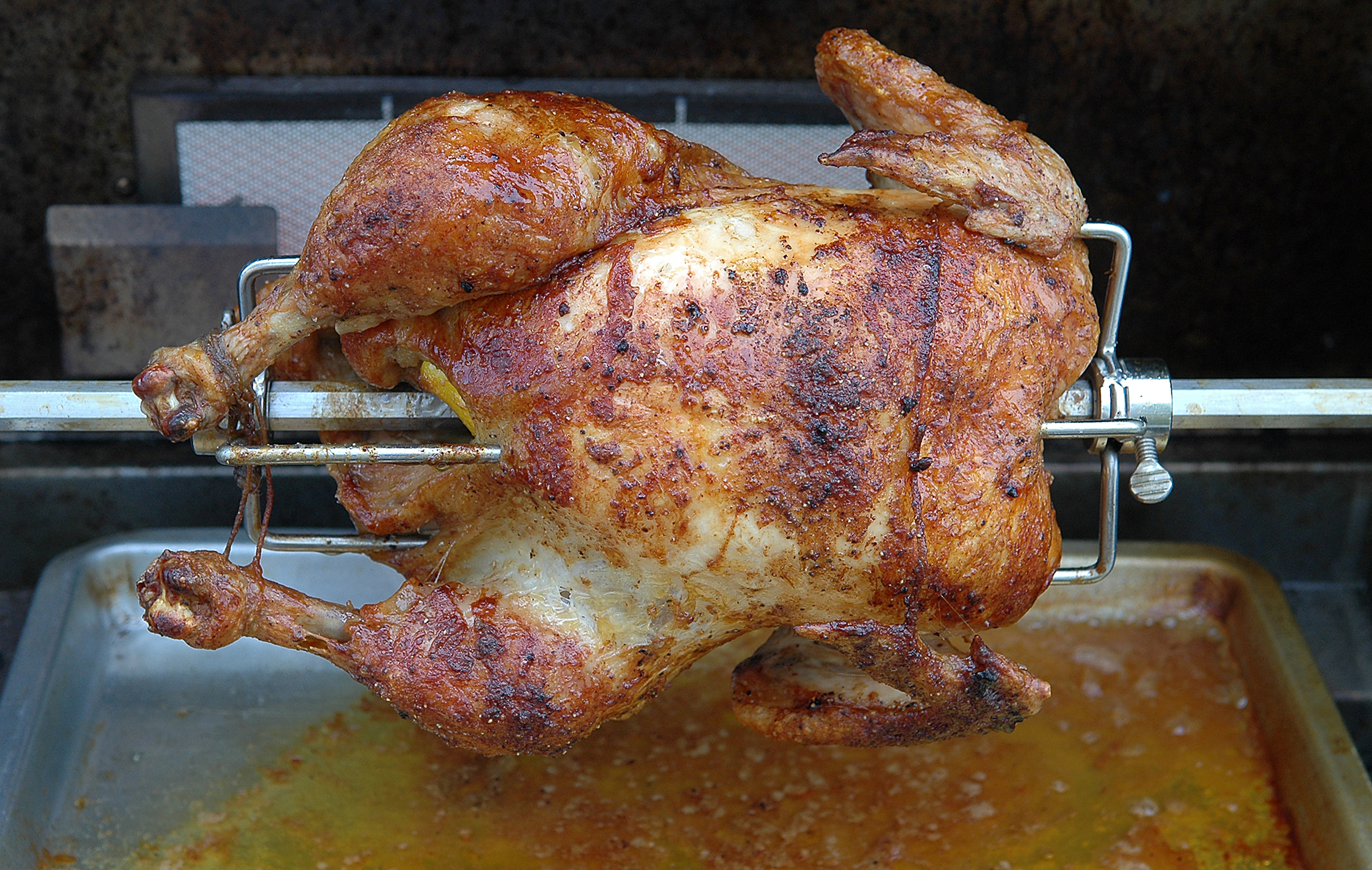
調理中のロティサリーチキン

- ロティサリーチキン[2] - 鶏の丸焼き
- ローストビーフ[2]